# Dance in the Dark
«Dance in the Dark» — четвертий та фінальний сингл перевидання першого студійного альбому американської поп-співачки Леді Ґаґи — «The Fame Monster». Сингл вийшов 26 липня 2010.

## Список композицій
- Цифрове завантаження[1]

1. "Dance in the Dark" – 4:49

## Чарти
Тижневі чарти
| Чарт (2009-2011)                                 | Позиція |
| ------------------------------------------------ | ------- |
| Австралія (ARIA)                                 | 24      |
| Бельгія (Ultratop 50 Flanders) (Фландрія)        | 33      |
| Бельгія (Ultratop 50 Wallonia) (Валлонія)        | 48      |
| Канада (Canadian Hot 100)                        | 88      |
| Чехія (Rádio Top 100)                            | 10      |
| Франція (SNEP)                                   | 30      |
| Угорщина (Single Top 40)                         | 9       |
| Польща (Polish Airplay Top 100)                  | 2       |
| Польща (Dance Top 50)                            | 38      |
| Росія (Tophit Weekly General Airplay)            | 49      |
| Шотландія (Official Charts Company)              | 65      |
| Словаччина (Rádio Top 100)                       | 6       |
| Велика Британія (Official Charts Company)        | 89      |
| США (Bubbling Under Hot 100 Singles) (Billboard) | 22      |
| США (Dance/Electronic Digital Songs) (Billboard) | 9       |

## Історія релізів
| Регіон    | Дата            | Формат                 | Виноски |
| --------- | --------------- | ---------------------- | ------- |
| Бельгія   | 9 листопад 2009 | Цифрове завантаження   | [ 1 ]   |
| Австралія | 26 липня 2010   | Contemporary hit radio | [ 2 ]   |
| Франція   | 25 серпня 2010  | Contemporary hit radio | [ 3 ]   |